# ヴィーガンタス

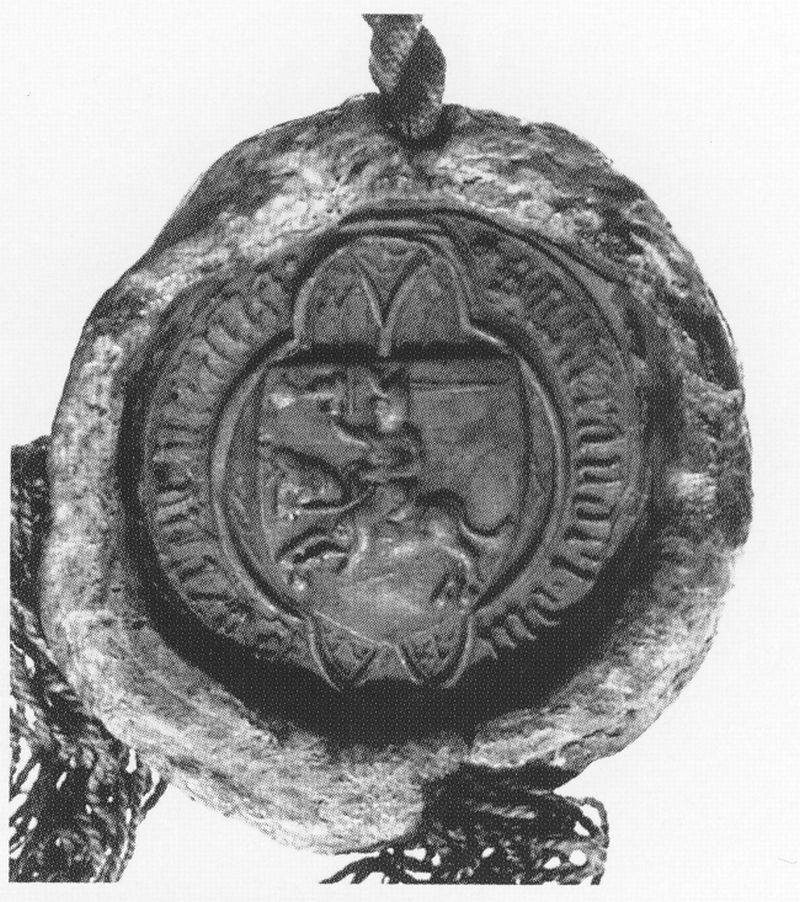
シール、1388

ヴィーカンタス（洗礼名アレクサンドラス; ポーランド語: Wigunt; 1372年頃 - 1392年6月28日）は、ケルナヴェ公で、リトアニア大公アルギルダスとその2番目の妻ユリアナ・トヴェルスカ（ru）の息子。

## 生涯
1385年にヴィーカンタスはクレヴォ合同に調印することで長兄のヨガイラ を支援している。1386年にアレクサンドラスの洗礼名を授かり、1390年にはヴワディスワフ・オポルチクの娘ヤドヴィガと結婚している。ポーランド貴族は、ヴワディスワフ・オポルチクがポーランドとドイツ騎士団との間で所有権を巡って争っているドブジンの地が持参金としてヴィーガンタスに下賜されることを期待していた。ドブジンの代わりとしてヴィーガンタスはヨガイラからクヤヴィの地を受け取った。1388年にはドイツ騎士団に対するポーランドの武力闘争を支持し、1389年から1392年までのリトアニア内戦ではヴィータウタスと戦っているヨガイラを支持した。ヴィーガンタスは人気のないリトアニア大公スキルガイラの代わりとして見做され、スキルガイラかヴィータウタスに毒殺されたのではないかとの噂が流れた。その遺体は1390年に内戦で死んだカリガイラとともにヴィリニュス大聖堂に埋葬された。
ヴィーガンタスを異母兄アンドリュス・アルギルダイティスと混同してはいけない（両人は15世紀のヤン・ドゥウゴシュの年代記ではヴィーガンタスと混同され、ヴィグント・アンドレイと言及されている）。カジミェシュ・スタンドニキは1867年に出版した『Bracia Władysława-Jagiełły Olgierdowicza』でヴィーガンタスとその兄弟フィオドラスは同一人物との説を提唱しているが、この説は否定されている。